# Charenton (asilo)

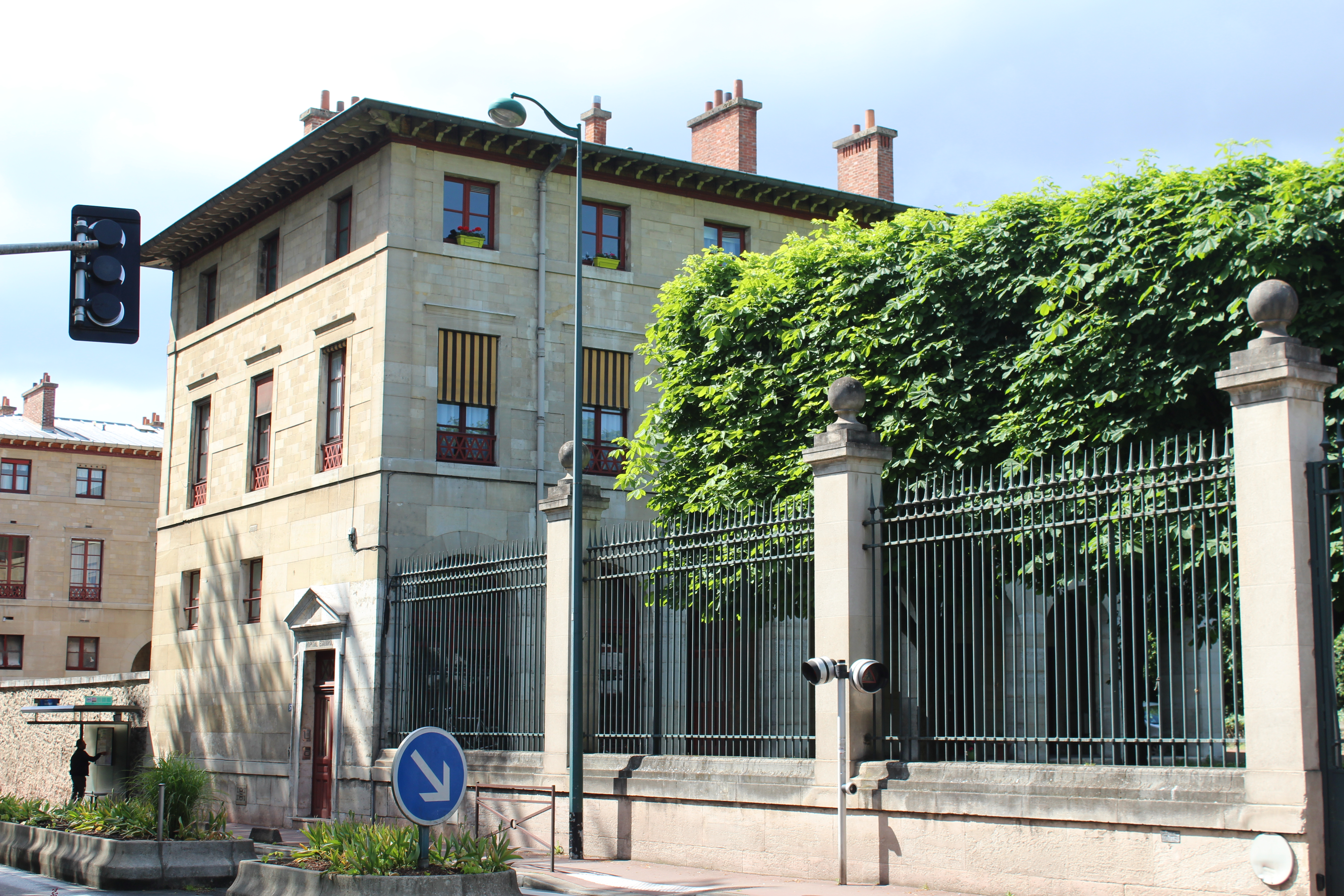
Hospital Esquirol

Charenton fue un manicomio fundado en 1645 por los Hermanos de la Caridad en Charenton-Saint-Maurice, actual Saint-Maurice, Valle del Marne, Francia.
El asilo de Charenton estuvo primero bajo control monástico, luego las Hijas de la Caridad de San Vicente de Paúl se hicieron cargo del asilo tras su fundación. Si bien la ciudad misma fue la sede de los hugonotes franceses en los siglos XIV y XV, los fundadores de Charenton eran católicos. En aquel tiempo, muchos hospitales y asilos eran institutos católicos tras el Concilio de Trento y la Contrarreforma.
El asilo de Charenton era conocido por su trato humanitario a sus pacientes, en particular durante el tiempo en que su director fue el Abbé de Coulmier, a comienzos del siglo XIX. El sacerdote mostró una notable aptitud para comprender la teoría psicoanalítica, y empleaba la técnica de la arteterapia para ayudar a los pacientes a manifestar su locura a través de formas de arte físico.
Actualmente fusionado bajo un nuevo nombre oficial con el hospital general vecino, el hospital psiquiátrico era conocido como Hospital Esquirol (en francés: l'Hôpital Esquirol o Établissement public de santé Esquirol), en honor a Jean-Étienne Dominique Esquirol, quien dirigió la institución en el siglo XIX. El arquitecto del edificio de 1845 fue Émile Gilbert.

## Historia
El asilo de Charenton fue fundado como un hospital de caridad el 13 de septiembre de 1641 por los Hermanos de la Caridad tras recibir una donación de Sébastien Leblanc, consejero de Luis XIII. Inicialmente el hospital constaba de apenas una casa con cinco camas.  A partir de septiembre de 1660, el gobierno ordenó que los enfermos mentales fueran atendidos en hospitales. La atención hospitalaria en Charenton ser modificó para reflejar este cambio, priorizando la atención a los miembros más privilegiados de la población que tenían síntomas de trastornos mentales. La demanda de atención creció a lo largo del siglo XVIII y los Hermanos de la Caridad adquirieron terrenos adicionales, incluyendo la zona de Charenton Saint-Maurice, para garantizar suficiente espacio para más pacientes.
En 1804, el sacerdote católico François Simonnet de Coulmiers (conocido como el Abbé de Coulmiers) se convirtió en director del asilo, que para entonces llevaba el nombre de «Maison Nationale de Charenton». Jean-Étienne Dominique Esquirol se convirtió en el médico en jefe del hospital en 1826.

## Prácticas
Posteriormente, en el siglo XVIII, hospitales y asilos pasaron de usar tratamientos brutales a soluciones más humanas, incluyendo luego la psicoterapia.
En 1804, cuando el Marqués de Sade fue trasladado de la Bastilla, el director de Coulmier, sacerdote católico, empleó el uso de la terapia de psicodrama permitiendo a los pacientes organizarse y actuar en sus propias obras. El Abbé de Coulmier se hizo célebre por utilizar esta y otras formas de psicoterapia en lugar de los tratamientos inhumanos usados en otras instituciones para fomentar formas alternativas de expresión. No obstante, su terapia de psicodrama fue criticada por Esquirol y otros, quienes lo criticaron por usar tratamientos infructuosos y convertir a los pacientes en un espectáculo para el público.
A pesar de tal tendencia a utilizar terapias más humanas, no todos los pacientes llevaban necesariamente vidas placenteras en el asilo. Por ejemplo, la música francesa Hersilie Rouy, de treinta y nueve años, se quejó de las malas condiciones de vida y de la «tortuosa terapia» que hacía también a las mujeres más vulnerables a la mala administración de la institución tras ser admitida.

## Prisioneros famosos
En el manicomio de Charenton estuvieron internados famosos prisioneros, entre ellos Jean Henri Latude, el conde de Sanois y el marqués de Sade (desde 1801 hasta su muerte en 1814, a la edad de 74 años). El marqués de Sade había sido arrestado por sus obras Justine y Juliette, y luego trasladado a Charenton sin recibir un juicio cuandos sus oponentes lo declararan loco.
El compositor barroco francés Jean-Joseph Mouret fue enviado al asilo por orden real en 1738, donde murió unos meses después. El tenor y compositor de ópera francés Pierre Gaveaux fue enviado allí en 1819 hasta su muerte en 1825. El destacado musicólogo y compositor de origen belga Jérôme-Joseph de Momigny murió asimismo en el manicomio, en 1842, como ocurrió también con el caricaturista André Gill en 1885. El poeta Paul Verlaine fue internado en Charenton dos ocasiones, en 1887 y de nuevo en 1890. El artista Charles Meryon murió en 1868 en el asilo. El compositor François Devienne murió allí también, en 1803. El matemático André Bloch pasó en el manicomio las últimas tres décadas de su vida, y el matemático Joseph-Émile Barbier permaneció allí también antes de ser encontrado y llevado de vuelta a la academia por Joseph Bertrand. En esa época, muchos creían que con cierto grado de locura venía una mayor capacidad de ser creativo y se tenía «acceso a mayores verdades».

## Médicos importantes de Charenton
El médico francés Antoine Laurent Jessé Bayle ejerció en Charenton, y en 1822, su investigación que usaba evidencia post mortem llegó a la conclusión de que la paresia general de los enfermos mentales era resultado de una inflamación crónica en cierta área del cerebro. Este hallazgo desafiaba la creencia establecida en la época de que los síntomas físicos y mentales, como la parálisis, estaban presentes antes de la inflamación y no como resultado de una enfermedad mayor.
El médico Jean-Étienne Dominique Esquirol utilizaba sanguijuelas, baños tibios, purgas eméticas, laxantes y ejercicio físico en Charenton, además de la psicoterapia. Louis-Florentin Calmeil, que sucedió a Esquirol como director del manicomio, también utilizaba sanguijuelas como forma de tratar la monomanía.

## Marat/Sade
La persecución y asesinato de Jean-Paul Marat interpretada por los reclusos de Charenton bajo la dirección del marqués Sade, que se abrevia generalmente como Marat/Sade, es una obra de teatro escrita por Peter Weiss en la que el marqués de Sade dirige una obra protagonizada por los internos como actores. Durante su estancia en el asilo de Charenton, el marqués de Sade ciertamente dirigió obras de teatro en las instalaciones. Marat/Sade mostraba la controversia en torno al marqués, en la que los funcionarios franceses criticaban al asilo por brindarle un estatus elevado a pesar de ser un lunático y prisionero. Estas obras de teatro eran consideradas una forma de tratamiento del que se pensaba ayudaría a curar a los pacientes al abrirles nuevos caminos para expresar sus sentimientos reprimidos. Si bien estos tratamientos eran controversiales, se extendieron desde el asilo de Charenton a otros manicomios de Europa.
La obra ha sido representada en muchas formas y foros. Una adaptación cinematográfica de 1967 contó con muchos de los actores teatrales originales y empleó la versión larga del título de la obra en sus créditos iniciales, aunque con frecuencia se abreviaba a Marat/Sade en sus materiales publicitarios. El guion fue escrito por Adrian Mitchell. Peter Brook fue el director de un elenco en el que se encontraban Ian Richardson, Patrick Magee, Glenda Jackson, Michael Williams, Freddie Jones y Clifford Rose.

### Citas
1. ↑  Lindemann, Mary (2010). Medicine and Society in Early Modern Europe. Cambridge, United Kingdom: Cambridge University Press. ISBN 9780521732567.
2. ↑  Bender, Douglas (15 de noviembre de 2010). «De Sade and The Insane Beauty of Charenton». Charenton Macerations. Consultado el 17 de febrero de 2017.
3. 1 2  «The Esquirol Hospital». Archivado desde el original el 7 de octubre de 2016. Consultado el 24 de marzo de 2017.
4. ↑  Beleyme, Marie (5 de noviembre de 2016). «François Simmonet de Coulmiers (1741-1818) – D51 (tombe disparue)». Père-Lachaise 1804-1824 – Naissance Du Cimetière Moderne (en francés). Consultado el 25 de marzo de 2017.
5. ↑  Cousin, Francois-Regis; Garrabe, Jean; Morozov, Denis (2008). Anthology of French Language Psychiatric Texts – Collection Les empêcheurs de penser en rond. John Wiley & Sons. p. 55. ISBN 9780470986721. Consultado el 25 de marzo de 2017.
6. ↑  De Saussure, Raymond. "Journal of the History of Medicine and Allied Sciences." Journal of the History of Medicine and Allied Sciences, vol. 3, no. 3, 1948, pp. 452–452.
7. ↑  Schaeffer, Neil (2000). The Marquis de Sade: A Life. Harvard University Press. p. 486. ISBN 0674003926. Consultado el 24 de marzo de 2017.
8. ↑  Matlock, Jann (1991). «Doubling out of the Crazy House: Gender, Autobiography, and the Insane Asylum System in Nineteenth-Century France». Representations 34 (34): 166-195. doi:10.1525/rep.1991.34.1.99p0054v.
9. ↑  O'Connor, John J.; Robertson, Edmund F., «Joseph Émile Barbier» (en inglés), MacTutor History of Mathematics archive, Universidad de Saint Andrews, https://mathshistory.st-andrews.ac.uk/Biographies/Charenton+%28asilo%29/.
10. ↑  De Young, Mary (2015). Encyclopedia of Asylum Therapeutics, 1750-1950s. Jefferson, North Carolina: McFarland & Company. ISBN 978-0786468973.
11. ↑  Nitrini, Ricardo. "The Cure of One of the Most Frequent Types of Dementia: A Historical Parallel." Ovid. N.p., julio de 2005. Web. 1 de marzo de 2017.
12. ↑  Esquirol, Etienne (1838). Des maladies mentales considérées sous les rapports médical, hygiénique et médico-légal (en francés) 2. J.-B. Baillière. pp. 159, 818, 849.
13. ↑  Quétel, Claude (2014). Histoire de la folie, de l'antiquité à nos jours (en francés). Tallandier. p. 242. ISBN 9791021002265. Consultado el 24 de marzo de 2017.
14. ↑  White, John (1968). «History and Cruelty in Peter Weiss's "Marat/Sade"». The Modern Language Review 63 (2): 437-448. doi:10.2307/3723254.
15. ↑  Baeza, John J.; Turvey, Brent E. (mayo de 1999). «Sadistic Behavior: A Literature Review». Forensic Solutions, LLC (Knowledge Solutions Library Electronic Publication). Archivado desde el original el 29 de enero de 2017. Consultado el 25 de marzo de 2017.
16. ↑  «Variety review of the film». Allbusiness.com. 20 de febrero de 2007. Consultado el 1 de febrero de 2012.